# Nazanin Nezamshahidi
Nazanin Nezamshahidi, född 1955 i Mashhad i norra Iran, död i mars 2005, var en iransk poet.
Hon debuterade 1980 och skrev tre diktsamlingar.